# Most Gvangan
Gvangandegjo (korejsko 광안대교) ali Diamantni most je viseči most v Pusanu v Južni Koreji. Povezuje okrožje Heunde z okrožjem Sujong. Cestna površina je dolga približno 6500 metrov, most pa se razteza na 7420 metrih. Je drugi najdaljši most v državi, takoj za mostom Inčon.
Gradnja se je začela leta 1994 in končala decembra 2002, skupni stroški pa so znašali 789,9 milijarde vonov. Most je bil začasno odprt septembra in oktobra 2002 za Azijske igre leta 2002. Vendar pa je bil uradno odprt šele januarja 2003.

## Lokacija
Most Gvangan, znan tudi kot Diamantni most, stoji v mestu Pusan v Južni Koreji, približno 330 km jugovzhodno od korejske prestolnice Seul. Prečka zaliv Gvangali v jugovzhodnem delu mesta in povezuje južna konca okrožij Heunde in Sujong. Zadnji kilometer mostu se razteza čez ustje reke Sujong.

## Zgodovina
V začetku 1990-ih je korejsko ministrstvo za gradbeništvo in promet (MCT) prepoznalo potrebo po reševanju kroničnih prometnih zastojev v okrožju Heunde v Pusanu. Konec leta 1993 se je odločilo za gradnjo nove cestninske avtoceste, vključno z mostom čez zaliv Gvangali. Gradnja mostu se je začela decembra 1994 in je bila končana junija 2002. Stroški mostu so znašali 789,9 milijarde vonov (približno 570 milijonov evrov julija 2012). Začasno je bil odprt za javnost med azijskimi igrami leta 2002 septembra in oktobra 2002. Uradno odprtje je bilo januarja 2003.
Most je februarja 2019 pritegnil mednarodne medije, ko je vanj trčila ruska tovorna ladja (ki je pravkar izplula iz pristanišča Pusan in se peljala proti Vladivostoku). Posledično je v spodnjem delu dvonivojskega mostu nastala pet metrov široka luknja, vendar o poškodbah ni bilo poročil. Kapitan ladje je bil v času nesreče domnevno pijan, kar je morda prispevalo k incidentu.

## Struktura
Most Gvangan je dvonivojski most s skupno dolžino 7420 m. Sestavljen je iz 900 m visečega mostu, 720 m grednega mostu in 5800 m povezovalnega mostu. Ta jeklena konstrukcija, široka od 18 do 25 m, je potresno odporna konstrukcija, ki služi kot cestni viadukt ob vhodu v zaliv Gvangali.
Zasnova mostu mora omogočati, da prenese veter s hitrostjo 45 m/s (približno 160 km/h), potrese z magnitudo 6 po Richterjevi lestvici in valove z višino 7 m.
Ponoči most osvetljuje krajinska razsvetljava, ki jo sestavlja več kot 7000 LED luči. Ob nekaterih posebnih priložnostih, kot so božič, novo leto ali mednarodni festival ognjemetov, se odvija zvočna in svetlobna predstava.